# 常陸多賀駅
常陸多賀駅（ひたちたがえき）は、茨城県日立市多賀町一丁目にある、東日本旅客鉄道（JR東日本）・日本貨物鉄道（JR貨物）常磐線の駅。
特急「ひたち」の一部列車、特急「ときわ」の全列車が停車する。

## 概要
日立市南部に位置し、同市多賀地区の中心市街地、河原子海水浴場の最寄駅である。事務管コードは▲421121。
当駅は、1897年（明治30年）2月に下孫駅として開業、1939年（昭和14年）10月に現駅名に改称。駅名改称は前年の1938年（昭和13年）4月、河原子町、鮎川村、国分村が合併し、多賀町が誕生したことによる。

## 歴史
- 1897年（明治30年）2月25日：日本鉄道磐城線の下孫駅（しもまごえき）として開業[6]。
- 1906年（明治39年）11月1日：日本鉄道が国有化され、官設鉄道の所属となる[2]。
- 1909年（明治42年）10月12日：線路名称制定により常磐線の所属となる。
- 1939年（昭和14年）10月1日：常陸多賀駅に改称[6][7]。
- 1949年（昭和24年）6月1日：日本国有鉄道が発足。
- 1951年（昭和26年）4月1日：日立製作所国分工場への専用線が接続。
- 1955年（昭和30年）：現在の駅舎が完成[8]
- 1984年（昭和59年）2月1日：貨物の取扱を廃止[2]。
- 1985年（昭和60年）3月14日：荷物扱い廃止[2]。
- 1987年（昭和62年）
  - 3月31日：貨物の取扱を再開[2]。
  - 4月1日：国鉄分割民営化により、JR東日本・JR貨物の駅となる[2]。
- 1998年（平成10年）3月4日：自動改札機を設置し、供用開始[9]。
- 2004年（平成16年）
  - 時期不詳：エレベーターを設置。
  - 10月16日：ICカード「Suica」の利用が可能となる[10]。
- 2011年（平成23年）2月：「常陸多賀駅前広場再整備工事」着工[11]。
- 2012年（平成24年）6月27日：「常陸多賀駅前広場再整備工事」竣工。駅前ロータリーの通行方法をラウンドアバウト方式に変更。一般車乗降場（送迎用スペース）を設置[11][12]。
- 2018年（平成30年）9月1日：業務委託化。
- 2020年（令和2年）3月：日立市が「常陸多賀駅周辺地区整備計画」を策定[13]。
- 2022年（令和4年）4月：常陸多賀駅周辺地区整備事業デザイン監修者選定委員会が、「常陸多賀駅周辺地区整備事業デザイン監修者選定プロポーザル」を実施。デザイン監修者を株式会社 マウントフジアーキテクツスタジオ一級建築士事務所に決定[14]。
- 2023年（令和5年）
  - 3月17日：みどりの窓口の営業を終了[15][16]。
  - 2023年秋に開催される「茨城デスティネーションキャンペーン」に合わせて、地域の特色に合わせた駅名標に装飾される[17]。
  - 8月：日立市と東日本旅客鉄道株式会社が、「自由通路・駅舎の整備に関する基本協定」を締結[18]。
  - 12月15日：常陸多賀駅周辺地区整備事業に関連する都市計画道路を変更[18][19]。
- 2024年（令和6年）
  - 7月1日：日立市が「常陸多賀駅周辺地区まちづくりグランドデザイン」を策定[20][8]。
- 2025年3月：2025年度ダイヤ改正により、当駅の3番線(上り特急退避線)が使用停止となった。これ以降の上り普通電車は日立駅の2番線で退避が行われる[21] [22]。

## 駅構造
2面3線のホームを持つ地上駅である。勝田営業統括センター管理のJR東日本ステーションサービス受託の業務委託駅で、Suica対応自動改札機、指定席券売機が設置されている。
バリアフリー対応のため1番線と2・3番線を結ぶ跨線橋の両端にエレベーターが設置された。

### のりば
| 番線 | 路線             | 方向 | 行先                                 |
| ---- | ---------------- | ---- | ------------------------------------ |
| 1    | ■ 常磐線         | 下り | いわき・仙台方面                     |
| 2・3 | ■ 常磐線         | 上り | 水戸・土浦・上野方面                 |
| 2・3 | ■ 上野東京ライン | 上り | 上野・東京・品川方面 【※使用停止中】 |

（出典：JR東日本:駅構内図）
- 3番線は上り待避線。1日5本の使用だったが、連動装置更新により、2025年度ダイヤ改正(3月15日)より使用が停止された。

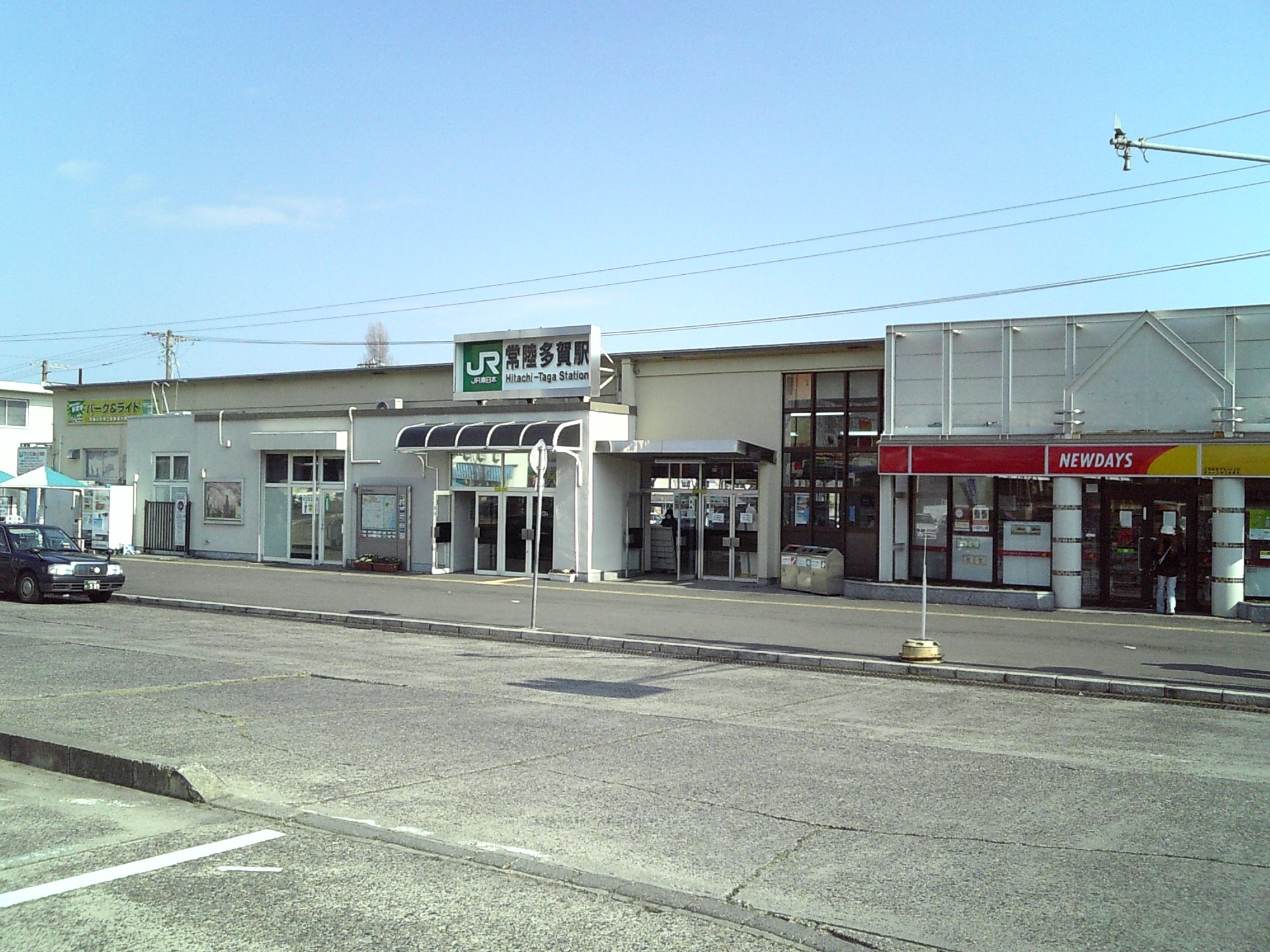
駅前整備前の駅舎（2007年3月）
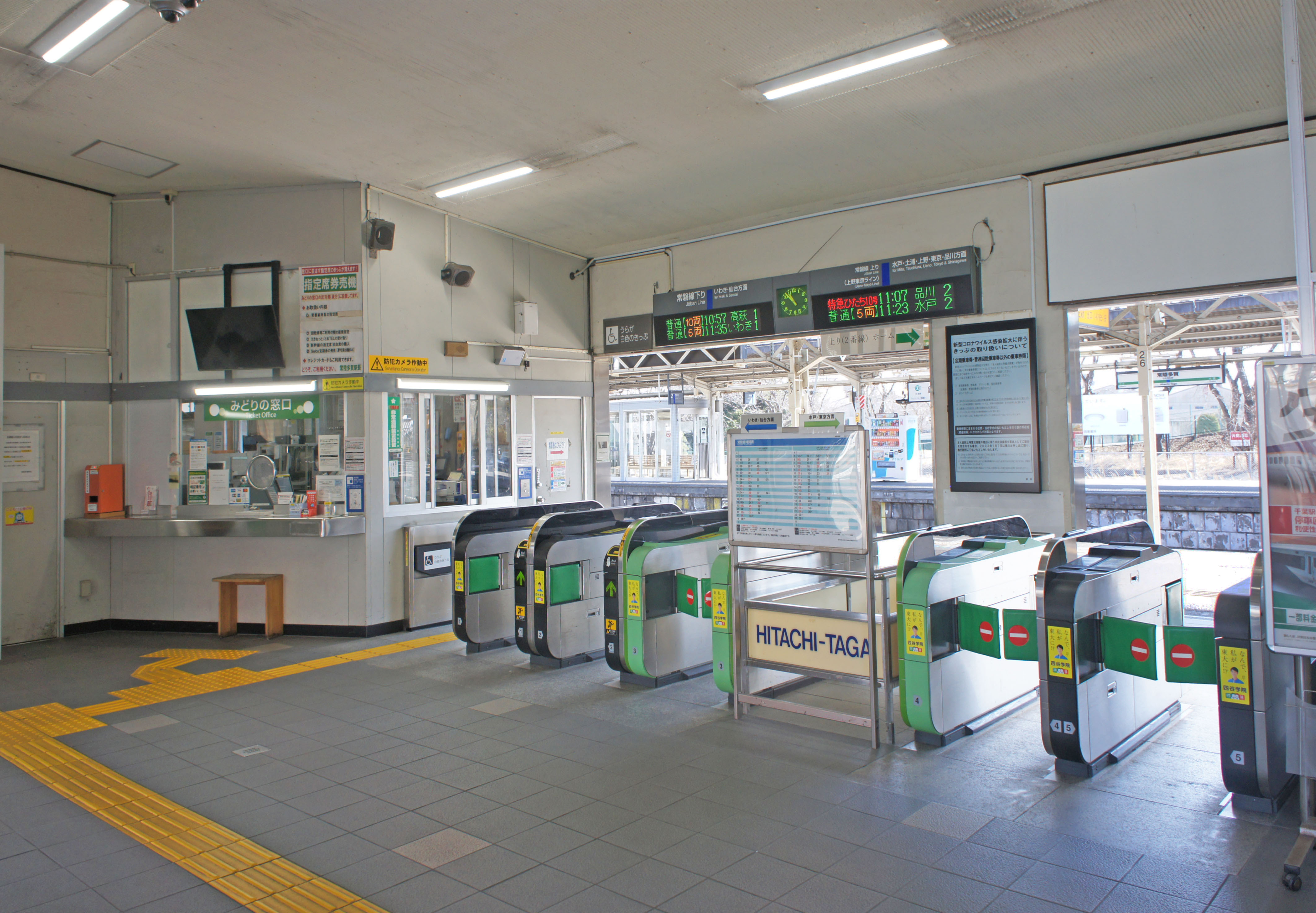
改札口（2022年2月）
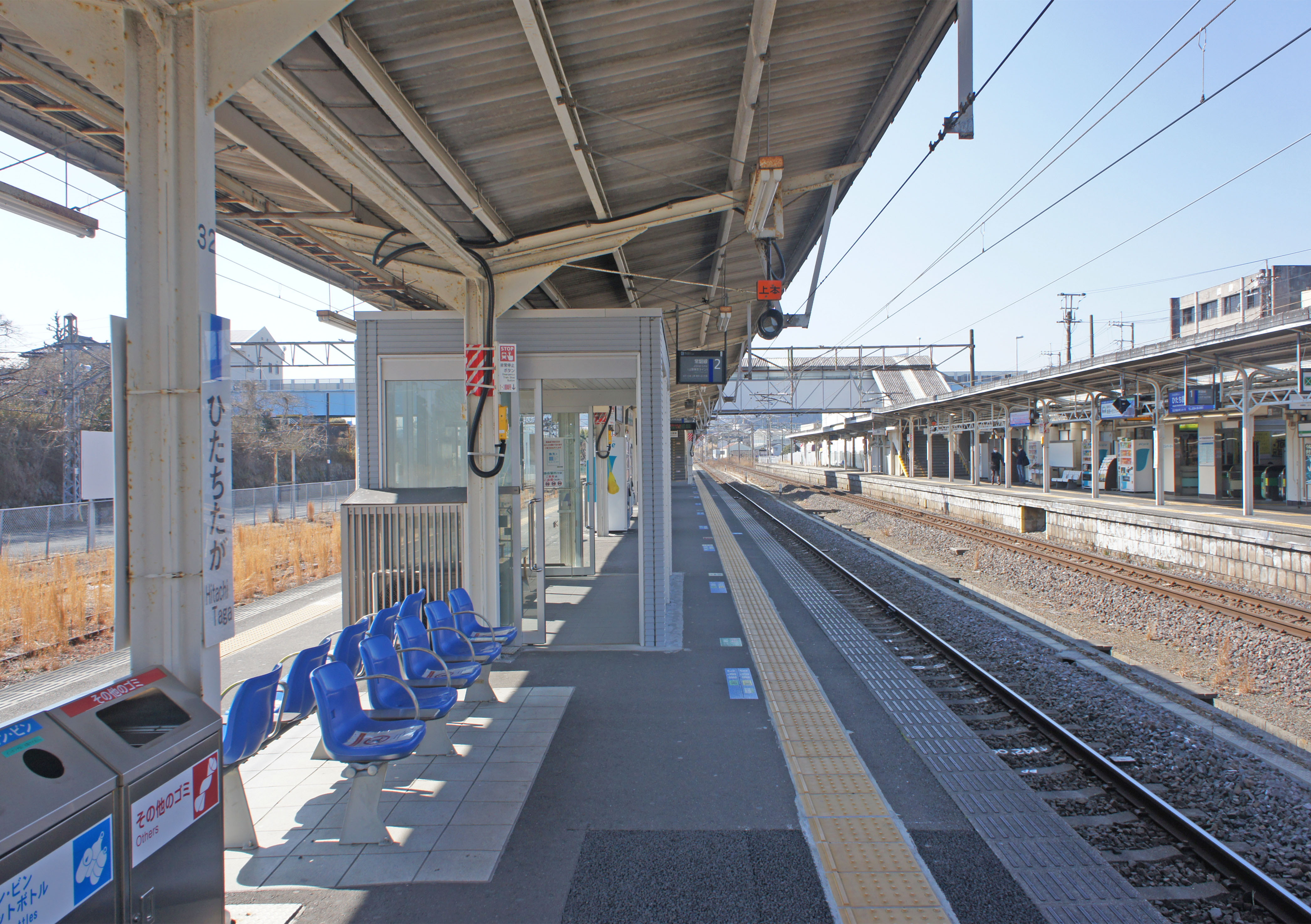
ホーム（2022年2月）
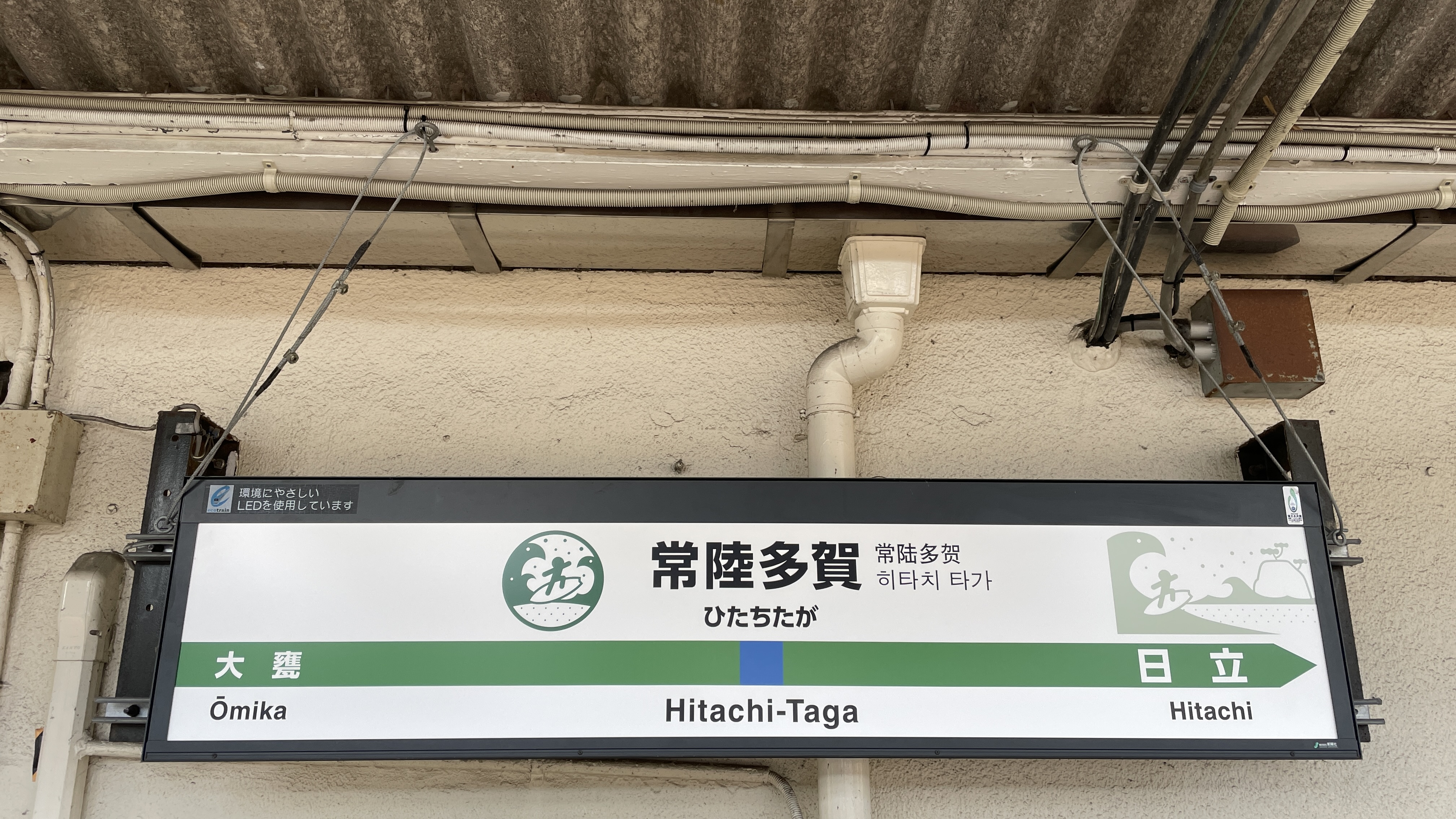
駅名標（2023年12月）

### 発車メロディ
2005年（平成17年）11月から発車メロディに地元出身の作曲家・吉田正の楽曲を使用している。
- 上り：いつでも夢を（吉永小百合・橋幸夫）
- 下り：公園の手品師（フランク永井）

## 貨物取扱
現在は、専用線発着の臨時車扱貨物のみを取り扱っており、定期貨物列車の発着はない。しかし、本線東側に沿って北上し日立製作所国分工場へ至る専用線があり、まれにそこから変圧器を輸送する特大貨物輸送列車が運行されている。
かつては上記の専用線を使用した有蓋車による貨物輸送が行われていたほか、駅舎の東側に貨物ホームが設置されていた。これらは1984年に全廃されている。

## パークアンドライド
かつて、貨物ホームがあったスペースを利用して駅の東側と西側に有料駐車場が併設されている。当駅で上野駅または仙台駅より先まで特急で往復する乗車券類を購入すると、この駐車場が無料で利用できる（最大2日間）。通常の駐車場としても利用可能で、料金は1日あたり最大500円（2023年1月現在）。改札時の手続きは不要のため、JRを利用しない場合でも駐車可能。2017年10月31日をもって無料化は終了した。

## 利用状況
JR東日本によると、2023年度（令和5年度）の1日平均乗車人員は5,619人である。
2000年度（平成12年度）以降の推移は以下のとおり。
| 乗車人員推移       | 乗車人員推移     | 乗車人員推移    |
| 年度               | 1日平均 乗車人員 | 出典            |
| ------------------ | ---------------- | --------------- |
| 2000年（平成12年） | 7,572            | [ 利用客数 2 ]  |
| 2001年（平成13年） | 7,205            | [ 利用客数 3 ]  |
| 2002年（平成14年） | 6,879            | [ 利用客数 4 ]  |
| 2003年（平成15年） | 6,495            | [ 利用客数 5 ]  |
| 2004年（平成16年） | 6,443            | [ 利用客数 6 ]  |
| 2005年（平成17年） | 6,655            | [ 利用客数 7 ]  |
| 2006年（平成18年） | 6,708            | [ 利用客数 8 ]  |
| 2007年（平成19年） | 6,675            | [ 利用客数 9 ]  |
| 2008年（平成20年） | 6,790            | [ 利用客数 10 ] |
| 2009年（平成21年） | 6,661            | [ 利用客数 11 ] |
| 2010年（平成22年） | 6,564            | [ 利用客数 12 ] |
| 2011年（平成23年） | 6,454            | [ 利用客数 13 ] |
| 2012年（平成24年） | 6,824            | [ 利用客数 14 ] |
| 2013年（平成25年） | 7,060            | [ 利用客数 15 ] |
| 2014年（平成26年） | 6,990            | [ 利用客数 16 ] |
| 2015年（平成27年） | 7,118            | [ 利用客数 17 ] |
| 2016年（平成28年） | 7,070            | [ 利用客数 18 ] |
| 2017年（平成29年） | 7,004            | [ 利用客数 19 ] |
| 2018年（平成30年） | 6,844            | [ 利用客数 20 ] |
| 2019年（令和元年） | 6,653            | [ 利用客数 21 ] |
| 2020年（令和02年） | 5,409            | [ 利用客数 22 ] |
| 2021年（令和03年） | 5,202            | [ 利用客数 23 ] |
| 2022年（令和04年） | 5,454            | [ 利用客数 24 ] |
| 2023年（令和05年） | 5,619            | [ 利用客数 1 ]  |

## 駅周辺
行政機関
- 日立市役所多賀支所

工場
- 日立製作所電力ビジネスユニット日立事業所国分工場
- 日立多賀テクノロジー
- 日立アプライアンス多賀事業所

郵便局
- 多賀郵便局
- 日立鮎川一郵便局

金融機関
- 常陽銀行多賀支店
- 筑波銀行
  - 多賀支店
  - 多賀駅前支店
- 水戸信用金庫多賀支店

海水浴場
- 河原子海水浴場

学校
- 茨城県立多賀高等学校

大型店鋪
- ケーズデンキ日立本店（北東）
- ワンダーグー日立中央店
- アエラホーム 日立店
- 湯楽の里日立店

宿泊施設
- 多賀ステーションホテル
- ホテルルートイン日立多賀

史跡・景勝
- 暇修館跡
- 相馬碑

道路
- 国道6号
- 国道245号

## バス路線
常陸多賀駅発着の路線バスは茨城交通が運行。東京駅行き高速バスはJRバス関東、茨城交通が運行。
1番のりば
- 日立駅行
- 神峰営業所行
- 多賀総合病院行
- 堂平団地行
- 山崎工場行

2番のりば
- ひたちBRT：おさかなセンター行
- ひたちBRT：河原子・大甕駅東口・大甕工場行
- 聖麗メモリアル病院行
- 日立南営業所行
- 台原団地・金沢団地行
- 大甕工場行き
- 大甕駅行
- 平和台霊園行
- 塙山団地行
- 中丸団地行

3番のりば
- 高速バス：東京駅日本橋口行（茨城交通、JRバス関東）
- 大甕駅行
- 神峰営業所行
- 上田沢アパート前行

## 下孫停車場記念碑

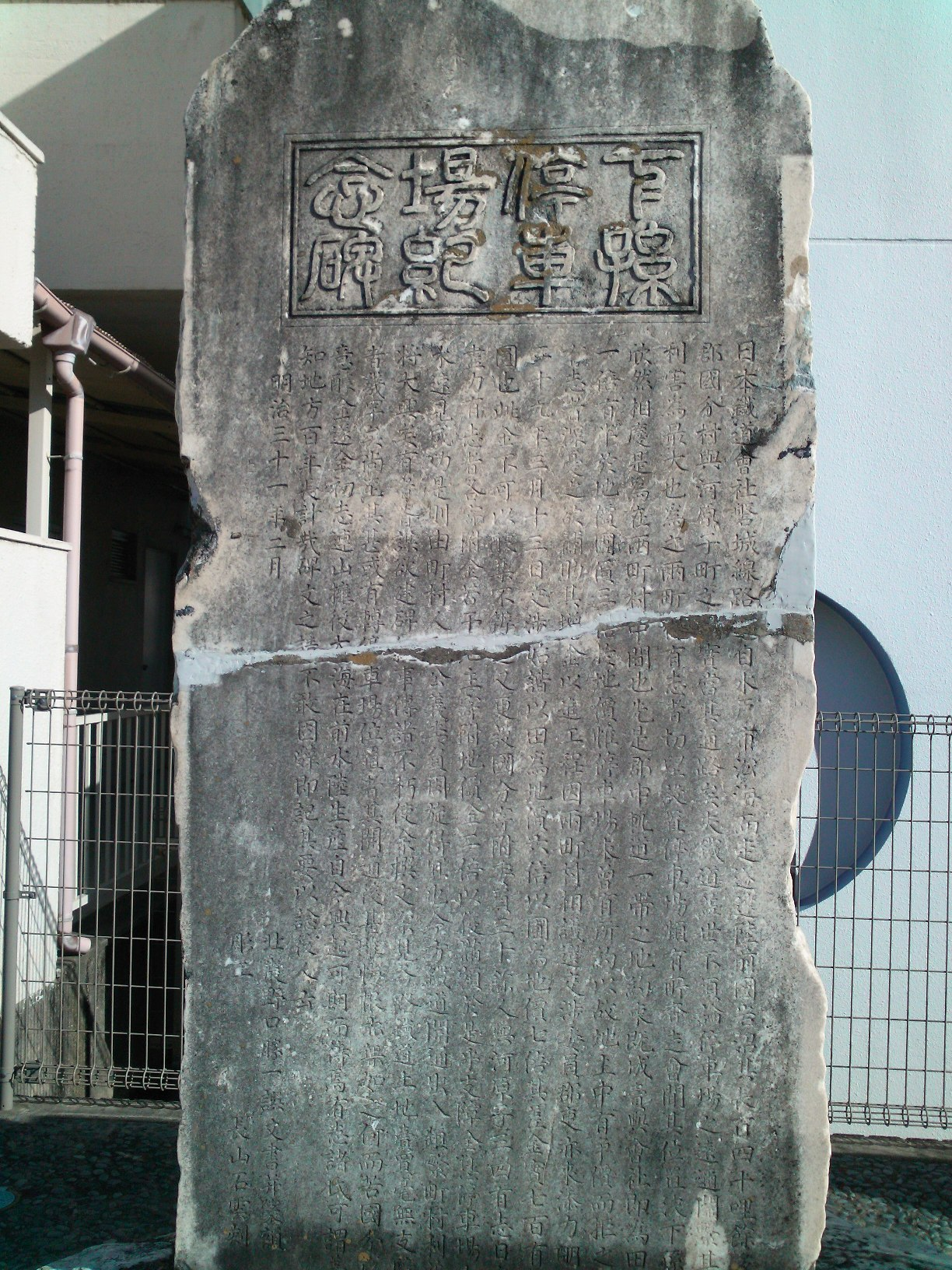
下孫停車場記念碑

開通翌年の明治31年（1898年）に駅前に建立された記念碑で野口雨情の伯父で政治家だった野口勝一が撰文している。
当時は鉄道敷設について地元住民の理解が得られず反対に遭うことが多かったが、下孫駅は地元有志が寄付するなど尽力したことが記されている。磐城線の開通記念碑は水戸駅、いわき駅にもあったが昔のまま残っているのはこの記念碑のみとなっている。

## 隣の駅
東日本旅客鉄道（JR東日本）
■常磐線（■上野東京ライン）
- 特急「ひたち」「ときわ」一部停車駅

■普通
大甕駅 - 常陸多賀駅 - 日立駅

### 記事本文